# Mijn liefde
Mijn liefde is een single van de Nederlandse zanger Gerard Joling en de van Antilliaanse afkomst presentator stand-upcomedian Jandino uit 2013. Het is afkomstig van Jolings album Ik ook van jou. De single werd uitgebracht op 10 mei 2013. Het werd Jolings elfde nummer 1-hit in de Nederlandse Single Top 100.

## Hitnoteringen

### Nederlandse Top 40
| Hitnotering: 29-06-2013 t/m 13-07-2013 | Hitnotering: 29-06-2013 t/m 13-07-2013 | Hitnotering: 29-06-2013 t/m 13-07-2013 | Hitnotering: 29-06-2013 t/m 13-07-2013 | Hitnotering: 29-06-2013 t/m 13-07-2013 |
| Week:                                  | 1                                      | 2                                      | 3                                      |                                        |
| -------------------------------------- | -------------------------------------- | -------------------------------------- | -------------------------------------- | -------------------------------------- |
| Positie:                               | 39                                     | 29                                     | 30                                     | uit                                    |

### NederlandseSingle Top 100
| Hitnotering: 18-05-2013 t/m 27-07-2013 | Hitnotering: 18-05-2013 t/m 27-07-2013 | Hitnotering: 18-05-2013 t/m 27-07-2013 | Hitnotering: 18-05-2013 t/m 27-07-2013 | Hitnotering: 18-05-2013 t/m 27-07-2013 | Hitnotering: 18-05-2013 t/m 27-07-2013 | Hitnotering: 18-05-2013 t/m 27-07-2013 | Hitnotering: 18-05-2013 t/m 27-07-2013 | Hitnotering: 18-05-2013 t/m 27-07-2013 | Hitnotering: 18-05-2013 t/m 27-07-2013 | Hitnotering: 18-05-2013 t/m 27-07-2013 | Hitnotering: 18-05-2013 t/m 27-07-2013 | Hitnotering: 18-05-2013 t/m 27-07-2013 |
| Week:                                  | 1                                      | 2                                      | 3                                      | 4                                      | 5                                      | 6                                      | 7                                      | 8                                      | 9                                      | 10                                     | 11                                     |                                        |
| -------------------------------------- | -------------------------------------- | -------------------------------------- | -------------------------------------- | -------------------------------------- | -------------------------------------- | -------------------------------------- | -------------------------------------- | -------------------------------------- | -------------------------------------- | -------------------------------------- | -------------------------------------- | -------------------------------------- |
| Positie:                               | 8                                      | 6                                      | 2                                      | 2                                      | 4                                      | 1                                      | 5                                      | 16                                     | 38                                     | 58                                     | 61                                     | uit                                    |